# Odysseus
Odysseus (/oʊˈdɪsiəs, oʊˈdɪsjuːs/; Tiếng Hy Lạp: Ὀδυσσεύς, Odusseus) hay Ulysses (/juːˈlɪsiːz/; tiếng Latinh: Ulyssēs, Ulixēs), phiên âm tiếng Việt là Uylixơ hoặc Ô-đi-xê, theo thần thoại Hy Lạp ông là vua của xứ Ithaca và là một anh hùng trong sử thi Odyssey của Homer. Odysseus cũng đóng một vai trò quan trọng trong Iliad và các tác phẩm khác trong Epic Cycle (loạt các bài thơ sử thi về cuộc chiến thành Troy).
Odysseus là vua của xứ Ithaca, chồng của Penelope, cha của Telemachus và Acusilaus. Ông nổi tiếng là một người thông thái, khôn ngoan và luôn biết ứng biến (polytropos), do đó ông cũng thường được mọi người gọi bằng cái tên Odysseus Mưu Mẹo (Tiếng Hy Lạp: μῆτις or mētis, "cunning intelligence"). Ông được biết đến nhiều nhất nhờ chuyến hành trình kéo dài suốt 10 năm trở về nhà sau một thập kỷ chinh chiến trong Cuộc chiến thành Troy.

## Trước Cuộc chiến Thành Troy
Hầu hết những nguồn thông tin về cuộc đời của Odysseus trước chiến tranh được kể lại qua những câu truyện truyền thuyết trong tập sách Bibliotheca của Pseudo-Apollodorus và của Hyginus - hàng thế kỷ trước khi Homer viết ra sử thi Odyssey. Hai câu chuyện đặc biệt được biết đến là:
Khi Helen bị bắt cóc, Menelaus đã kêu gọi tất cả những người cầu hôn khác phải tôn trọng lời thề và giúp ông ta lấy lại cô, đây cũng chính là hành động dẫn đến Cuộc chiến thành Troy. Odysseus né tránh việc tham gia cuộc chiến bằng cách giả vờ bị mất trí bởi trước đó có một lời sấm truyền đã tiên tri rằng nếu đi xa, ông sẽ mất rất lâu mới có thể trở về nhà. Ông buộc một con lừa và một con bò vào lưỡi cày của mình (do sải chân của hai con vật này khác nhau, hiệu quả của việc cày ruộng sẽ rất thấp), sau đó (được thêm vào bởi một số nguồn về sau) bắt đầu gieo muối vào đồng ruộng. Palamedes, theo lệnh của Agamemnon, anh trai của Menelaus, đã tìm cách chứng minh rằng Odysseus không hề bị điên bằng việc mang Telemachus, người con trai mới sinh của Odysseus, ra ngay trước lưỡi cày. Odysseus đã phải đổi hướng của lưỡi cày để tránh đâm vào con trai mình, do đó để lộ mưu kế giả điên. Ông sau đó trở nên căm ghét Palamedes trong suốt cuộc chiến vì đã khiến mình phải rời xa quê hương.
Odysseus và những người đưa tin khác của Agamemnon cùng nhau đi tới Scyros để chiêu mộ chiến binh Achilles bởi một lời tiên tri nói rằng thành Troy không thể bị khuất phục nếu như không có anh. Tuy nhiên, Thetis, mẹ của Achilles, đã cố tình ngụy trang cho con trai mình dưới hình hài của một người phụ nữ để che giấu khỏi những người đưa tin do bà cũng biết được một lời tiên tri nói rằng Achilles hoặc là sẽ sống một cuộc sống yên bình lặng lẽ đến già, hoặc sẽ giành được những vinh quang bất diệt nhưng phải chết trẻ. Odysseus rất khôn ngoan khi phát hiện ra đâu là Achilles trong số những người phụ nữ đứng trước mặt mình bởi anh là người duy nhất quan tâm đến những món vũ khí được giấu bên trong đống đồ trang sức dành tặng cho những cô con gái của chủ hòn đảo. Odysseus sau đó còn sắp xếp để ngụy tạo ra một âm thanh báo hiệu trận chiến sắp nổ ra, khiến cho Achilles ngay lập tức cầm vũ khí lên và thể hiện rõ anh là một người sẵn sàng chiến đấu. Bị bại lộ thân phận, anh ta sau đó đồng ý tham gia vào cuộc chiến của người Hy Lạp theo lời kêu gọi của Agamemnon.

## Trong Cuộc chiến Thành Troy

### Sử thi Iliad

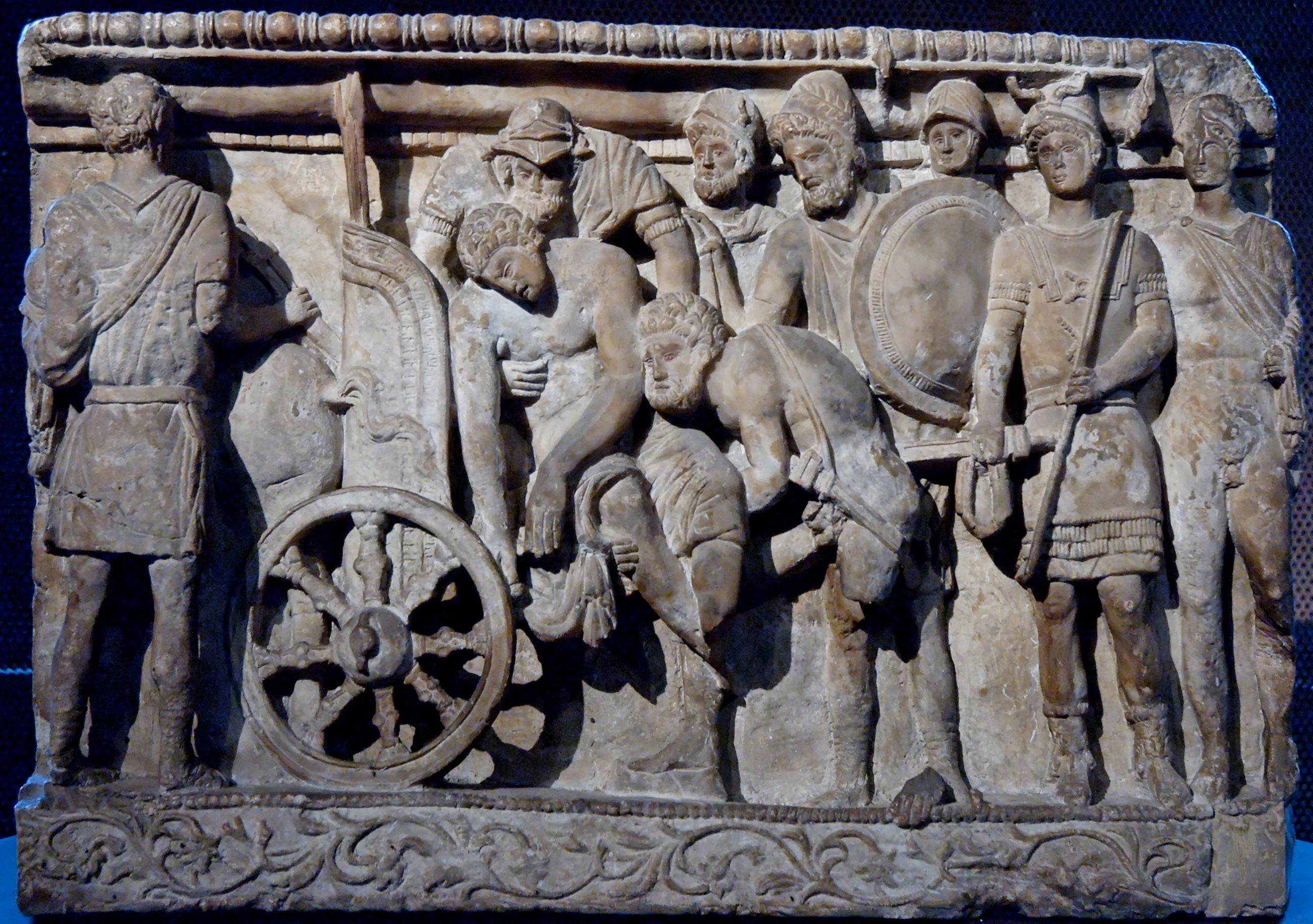
Menelaus và Meriones nâng thi thể của Patroclus lên một chiếc xe đẩy trong khi Odysseus đứng nhìn, tác phẩm trên một chiếc bình đựng di cốt làm từ ngọc thạch vào thời Etruria, được chế tạo tại Volterra, Ý, thế kỷ thứ 2 trước Công nguyên

Odysseus là một trong những chiến binh Hy Lạp có tầm ảnh hưởng lớn nhất trong Cuộc chiến Thành Troy. Cùng với Nestor và Idomeneus, ông là một nhà quân sư và cố vấn rất được tin tưởng. Ông luôn đưa ra những lời khuyên thông thái và hỗ trợ giải quyết những vấn đề nảy sinh bên trong nội bộ của những người Hy Lạp, đặc biệt khi mọi người nghi ngờ mệnh lệnh của Agamemnon, như trong một lần Thersites đứng lên đối đầu với người thủ lĩnh này. Một ngày nọ, Agamemnon muốn thử thách tinh thần của những người lính Hy Lạp (Achaea), ông đã tuyên bố ý định sẽ rút lui khỏi Troy, Odysseus chính là người đã khôi phục lại trật tự nơi trại lính cho quân đội Hy Lạp. Tiếp đó, trong một lần khi rất nhiều chiến binh buộc phải rời khỏi chiến trường do bị thương (bao gồm cả Odysseus và Agamemnon), Odysseus một lần nữa đã phải thuyết phục Agamemnon không được rút lui. Cùng với hai phái viên khác, ông là người được lựa chọn để cố gắng thuyết phục Achilles trở lại chiến trường khi giữa anh và Agamemnon xảy ra mâu thuẫn.
Khi Hector đề nghị một cuộc đấu tay đôi, Odysseus là một trong những người Hy Lạp miễn cưỡng tình nguyện đấu với anh ta. Tuy nhiên, sau cùng, Telamonian Ajax ("Kẻ vĩ đại") mới là người được chọn để đối đầu với Hector. Odysseus cũng hỗ trợ Diomedes trong các hoạt động ban đêm như giết Rhesus, bởi họ được tiên tri rằng nếu đàn ngựa của lão ta uống nước từ dòng sông Scamander, thành Troy sẽ không thể bị đánh bại.
Sau khi Patroclus bị giết, chính Odysseus là người đã cố vấn cho Achilles rằng hãy để những người lính Hy Lạp được ăn và nghỉ ngơi thay vì để cơn thịnh nộ dẫn lối quay trở lại chiến trường và giết những người dân của Troy ngay lập tức. Sau đó, dù rất miễn cưỡng, Achilles đã đồng ý. Trong một cuộc thách đấu trong tang lễ của Patroclus, Odysseus đã tham gia một cuộc đấu vật với Ajax "Kẻ Vĩ Đại", một cuộc thi chạy với Ajax "Kẻ Kém hơn," con trai của Oileus và Antilochus, con trai của Nestor. Trong trận đấu vật, ông đã hòa với đối thủ, còn với cuộc đua, với sự trợ giúp của nữ thần Athena, ông đã giành chiến thắng.
Odysseus thường được xem như là một phiên bản trái ngược của Achilles trong sử thi Iliad: nếu Achilles là một người thường xuyên để cơn thịnh nộ che mờ tâm trí và không biết tự kiềm chế bản thân, Odysseus lại thường được ví như là một người đàn ông trung dung, có lý trí, biết tự kiềm chế và có khả năng ngoại giao. Trong một khía cạnh nào đó, ông cũng là một sự đối lập với dũng sĩ Telamonian Ajax: nếu như Ajax chỉ biết chứng minh bản thân mình bằng sức mạnh vai u thịt bắp, thì Odysseus lại không chỉ khôn ngoan (bằng chứng là ý tưởng của ông về Con ngựa Thành Troy), mà còn là một diễn giả hùng hồn, một khả năng có lẽ được miêu tả rõ ràng nhất trong việc thuyết phục và hòa giải Achilles trong cuốn sách thứ 9 của sử thi Iliad. Những sự đối lập này không chỉ mang tính chất trừu tượng mà chúng còn rất thực tế vì quả thực hai người đã đối đầu nhau rất nhiều.

### Những câu truyện khác về Cuộc chiến Thành Troy

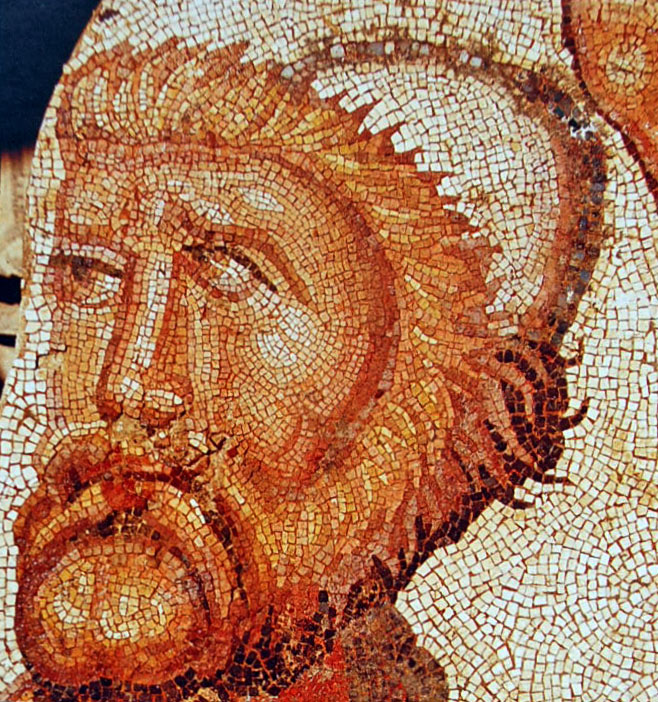
Một phần của bức Tranh khảm La Mã khắc họa cảnh Odysseus tìm ra Achilles dưới hình hài phụ nữ tại Skyros, tại La Olmeda, Pedrosa de la Vega, Tây Ban Nha, Thế kỷ thứ 5 Sau Công nguyên

Do một lời tiên tri dự báo rằng Cuộc chiến Thành Troy không thể có được chiến thắng nếu như không có Achilles, Odysseus và nhiều thủ lĩnh Hy Lạp đã đến Skyros để tìm anh ta. Odysseus phát hiện ra Achilles bằng cách tặng quà, trang sức, nhạc cụ cũng như các món vũ khí tới những người con gái của nhà vua nơi đây. Sau đó ông cùng những người tham gia đã làm giả một tiếng động thông báo có cuộc tấn công của kẻ thù trên hòn đảo (sử dụng kèn thổi), khiến cho Achilles ngay lập tức để lộ thân phận bằng việc cầm kiếm lên để sẵn sàng tấn công. Được thuyết phục, anh đồng ý khởi hành để tham gia vào Cuộc chiến Thành Troy.
Câu chuyện về cái chết của Palamedes có rất nhiều phiên bản khác nhau. Theo một số dị bản, Odysseus không bao giờ tha thứ cho Palamedes vì đã làm lộ mưu kế giả điên của mình, thế nên Odysseus đã đóng góp một phần trong việc dẫn đến cái chết của ông ta. Một phiên bản cổ nói rằng Odysseus đã thuyết phục một tù nhân Troy viết một lá thư giả dạng là Palamedes. Lá thư có nhắc đến việc vàng đã được chuyển đi như là một phần thưởng dành cho sự phản bội của Palamedes. Odysseus sau đó đã giết chết người tù nhân và giấu số vàng tại lều của Palamedes. Ông bảo đảm việc lá thư sẽ được tìm thấy và được mang đến cho Agamemnon, sau đó đưa ra gợi ý giúp cho quân lính Hy Lạp tìm ra chỗ vàng. Như vậy là đã đủ bằng chứng đối với những người Hy Lạp, họ xử tử Palamedes bằng hình thức ném đá tới chết. Một số phiên bản khác kể rằng Odysseus và Diomedes lừa Palamedes rằng có một kho báu ở đáy một con giếng và dẫn ông đi xuống. Khi Palamedes đi xuống dưới đáy, cả hai đã giết chết và chôn ông xuống dưới những viên đá.
Khi Achilles bị giết trong trận chiến bởi Paris, Odysseus và Telamonian Ajax là những người đã lấy lại cơ thể và bộ giáp của người chiến binh ngã xuống từ trên chiến trường. Tại cuộc đấu trong đám tang của Achilles, Odysseus một lần nữa phải đối đầu với Telamonian Ajax. Thetis nói rằng những món vũ khí của Achilles sẽ được trao tặng cho người dũng cảm nhất trong số những người Hy Lạp, và chỉ có Odysseus và Ajax là hai người dám đứng lên để cạnh tranh cho danh hiệu này. Hai người sau đó đã lao vào một cuộc tranh cãi xem ai mới là người lập nhiều công trạng hơn để giành lấy phần thưởng. Quân đội Hy Lạp lúng túng không biết nên quyết định ra sao, bởi họ không muốn tỏ ra xúc phạm người còn lại và mất đi một chiến binh quả cảm. Nestor đề xuất nên để cho những tù binh người Troia quyết định người chiến thắng. Phe ủng hộ Odysseus không đồng tình, họ cho rằng người Hy Lạp nên tổ chức bỏ phiếu bí mật. Dù đối với trường hợp nào, Odysseus đều là người dành chiến thắng. Tức giận và nhục nhã, Ajax đã bị Athena làm cho phát điên. Khi đã bình tĩnh trở lại, xấu hổ vì hành vi giết gia súc trong cơn điên của mình, Ajax quyết định tự kết liễu bằng thanh gươm có được từ Hector sau trận quyết đấu giữa hai người.
Cùng với Diomedes, Odysseus tiếp tục đưa con trai của Achilles, Pyrrhus, tới để hỗ trợ quân đội Hy Lạp bởi một một lời tiên tri đã nói rằng thành Troy không thể bị đánh bại nếu thiếu anh ta. Là một chiến binh quả cảm, Pyrrhus còn được gọi là Neoptolemus (tiếng Hy Lạp là "chiến binh mới"). Sau khi nhiệm vụ thành công, Odysseus đã trao cho anh bộ áo giáp của Achilles.
Về sau, quân Hy Lạp được cho biết rằng cuộc chiến sẽ không thể kết thúc nếu thiếu đi những mũi tên tẩm độc của Hercules, đang được sở hữu bởi Philoctetes, người bị tất cả bỏ lại trên một hòn đảo do vết thương của anh ta. Odysseus và Diomedes (theo một số tài liệu là Odysseus và Neoptolemus) đã khởi hành để mang chúng về. Sau khi đến nơi, Philoctetes (vẫn đang đau đớn vì vết thương) có vẻ vẫn rất giận dữ vì hành động bỏ lại anh ta của quân đội Hy Lạp, trong đó đặc biệt Odysseus. Anh ta lúc đầu định bắn Odysseus, nhưng nhờ tài năng thuyết phục của Odysseus cũng như sự ảnh hưởng của các vị thần, cơn giận của Philoctetes đã nguôi đi phần nào. Odysseus sau đó trở về trại của quân Hy Lạp cùng với Philoctetes và những mũi tên của anh ta.
Có lẽ đóng góp nổi tiếng nhất của Odysseus trong cuộc chiến của quân đội Hy Lạp chính là mưu kế sử dụng Con Ngựa Thành Troy, thứ cho phép đội quân Hy Lạp đột nhập vào bên trong tòa thành khi màn đêm buông xuống. Con ngựa được chế tạo bởi Epeius và chứa đầy những chiến binh Hy Lạp, dẫn đầu bởi Odysseus. Odysseus và Diomedes đã cùng nhau đi cướp thanh Palladium nằm bên trong bức tường của thành Troy bởi quân Hy Lạp được cho biết rằng họ không thể chiếm đóng được thành phố nếu không có nó. Một số tư liệu La Mã sau này nói rằng Odysseus đã có ý định giết chết người đồng sự của mình trên đường trở về, tuy nhiên Diomedes đã thoát được.

### "Ulixes độc ác, dối trá" của người La Mã
Sử thi Iliad và Odyssey của Homer khắc họa Odysseus như là một người anh hùng văn hóa, tuy nhiên, người La Mã, những người tin rằng họ là con cháu của Hoàng tử Aeneas của thành Troy, lại coi ông là một kẻ gian dối và xảo trá. Trong tác phẩm Aeneid của Virgil, được viết trong khoảng năm thứ 29 đến 19 trước Công nguyên, ông luôn bị gọi là "Odysseus độc ác" (Latin dirus Ulixes) hay "Odysseus dối trá" (pellacis, fandi fictor). Turnus, trong tác phẩm Aeneid, cuốn sách thứ 9, khi chê bai Ascanius của thành Troy bằng những hình ảnh đức tính Latin thô lỗ và thẳng thắn, đã tuyên bố rằng: "Ngươi sẽ không nhìn ra những người con trai của Atreus ở đây, và cũng không cần sự gian trá của nỗi sợ Ulysses xảo quyệt." Trong khi người Hy Lạp ngưỡng mộ sự mưu mẹo và gian xảo của Odysseus, những nét tính cách đó lại không hề được ưa thích bởi người La Mã, những người coi trọng danh dự một cách cứng nhắc. Trong bi kịch Iphigenia ở Aulis của Euripides, Odysseus đã thuyết phục Agamemnon tán thành với việc hy sinh người con gái của mình, Iphigenia, để xoa dịu nữ thần Artemis. Odysseus tiếp tục tạo điều kiện cho lễ hiến tế được diễn ra bằng cách nói với mẹ của Iphigenia, Clytemnestra, rằng con gái của bà sẽ được cưới Achilles. Những nỗ lực của Odysseus để né tránh lời thề độc rằng sẽ bảo vệ hôn nhân giữa Menelaus và Helen cũng xúc phạm tới những quan niệm về nghĩa vụ của người La Mã, và rất nhiều kế hoạch và mánh khóe mà ông đã sử dụng cũng động chạm tới quan niệm về danh dự của người La Mã.

## Hành trình trở về quê nhà Ithaca

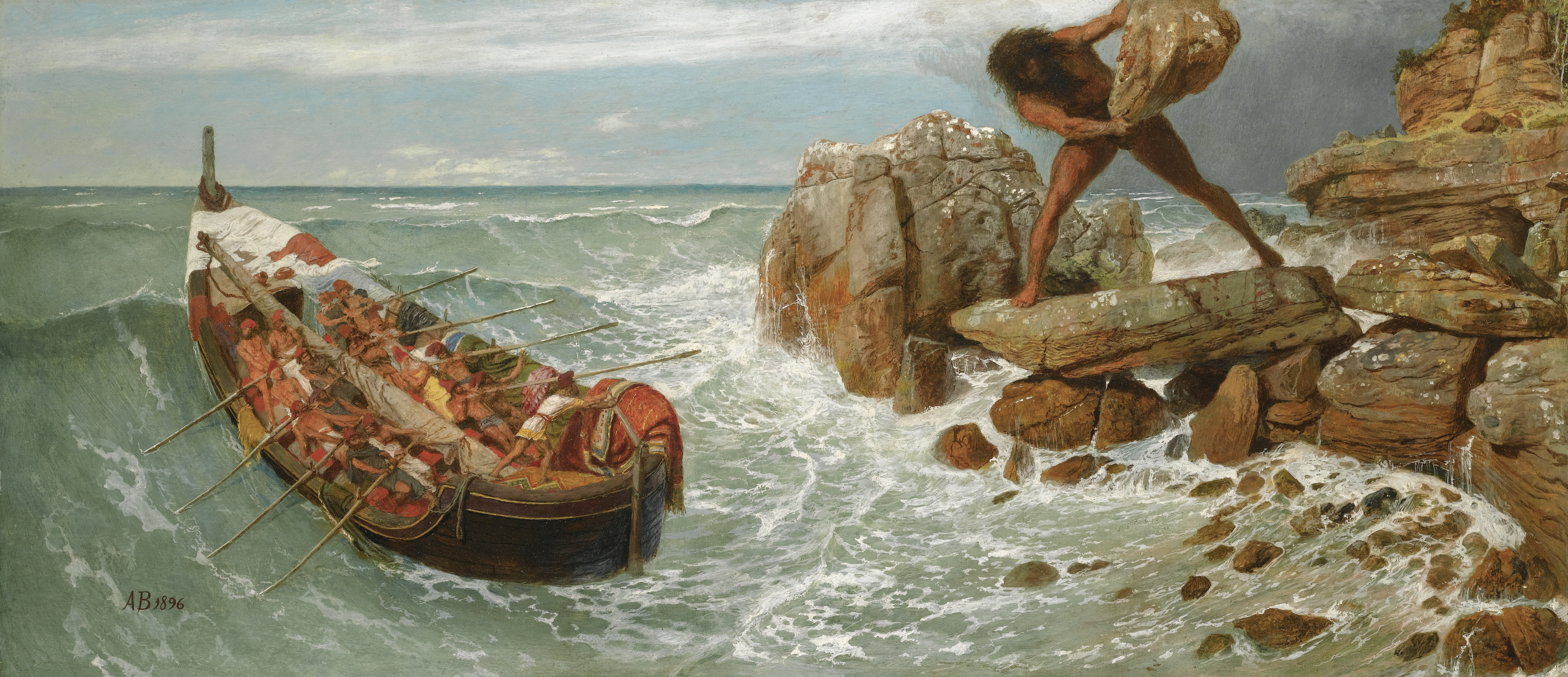
Bức tranh Odysseus và Polyphemus (1896) vẽ bởi Arnold Böcklin: Odysseus và các thủy thủ đoàn trốn thoát khỏi tên Cyclop Polyphemus.

Odysseus được biết đến nhiều nhất như là nhân vật anh hùng tiêu đề trong bộ sử thi Odyssey. Bản anh hùng ca này đã kể lại chuyến đi của ông, kéo dài ròng rã suốt 10 năm khi ông cố gắng trở về nhà sau Cuộc chiến Thành Troy và giành lấy ngai vàng chính đáng của mình tại Ithaca.
Trên đường trở về nhà từ Troy, sau cuộc đột kích tại Ismarus trên mảnh đất của người Cicones, Odysseus và mười hai chiếc thuyền của mình đã bị đẩy ra khỏi hải trình bởi những cơn bão. Họ đi tới hòn đảo của những người ăn hoa sen và bị gây mê bởi những bông hoa sen ở nơi đây. Sau đó cả đoàn bị bắt bởi một tên người Cyclops tên là Polyphemus khi hắn đang đi thăm hòn đảo của mình. Sau khi đã ăn thịt rất nhiều người trong đoàn, Polyphemus và Odysseus đã có một cuộc nói chuyện và Odysseus nói với Polyphemus rằng tên của ông là "Không có ai". Sau đó, Odysseus đưa cho tên Cyclop một hũ rượu lớn, tên khổng lồ uống hũ rượu và lăn ra ngủ. Odysseus cùng những người cùng đoàn của mình đã tạo một cây cọc gỗ, đốt cháy nó với rượu và chọc mù mắt tên khổng lồ. Khi họ đang chạy thoát, Polyphemus gào khóc trong đau đớn, những tên Cyclopes khác hỏi hắn có chuyện gì. Polyphemus đáp, "Không có ai chọc mù mắt của ta!". Nghe vậy, những tên Cyclopes còn lại đều nghĩ hắn bị điên. Odysseus cùng đoàn thủy thủ thoát ra được, nhưng Odysseus sau đó đã mắc sai lầm khi vội vàng tiết lộ tên thật, khiến cho Polyphemus cầu xin Poseidon, cha của hắn, trả thù cho mình. Đoàn thủy thủ sau đó ở cùng với Aeolus, bậc thầy về gió, anh ta đã đưa cho Odysseus một chiếc túi da chứa đựng mọi cơn gió trên thế gian, ngoại trừ gió từ phía tây, một món quà sẽ đảm bảo rằng tất cả có thể trở về nhà an toàn. Tuy nhiên, đám thủy thủ ngốc nghếch đã mở chiếc túi ra trong khi Odysseus đang ngủ vì nghĩ rằng trong đó chứa đầy vàng. Hậu quả là toàn bộ những cơn gió trong chiếc túi đã bay ra, mang theo một trận cuồng phong khiến chiếc thuyền quay ngược trở lại hành trình ban đầu, ngay khi hình bóng Ithaca đã hiện ra ngay trước mắt.
Sau khi van xin trong vô vọng Aeolus giúp mình một lần nữa, cả đoàn đành bắt đầu lại cuộc hành trình và chạm trán với những tên La Mã ăn thịt người. Chỉ có duy nhất chiếc thuyền của Odysseus may mắn chạy thoát khỏi cuộc đụng độ. Ông tiếp tục cho chèo thuyền và gặp được Nữ thần phù thủy Circe. Cô ta đã biến một nửa số người trong đoàn của Odysseus thành lợn sau khi cho họ ăn phô mai và rượu. Hermes cảnh báo Odysseus về Circe và đưa cho ông một viên thuốc gọi là moly, thứ có thể kháng lại ma thuật của Circe. Circe cảm thấy bị thu hút bởi việc Odysseus đã kháng lại ma thuật của mình, cô đem lòng yêu ông và thả toàn bộ người của ông. Odysseus và thành viên trong đoàn tiếp tục ở lại hòn đảo của cô ta trong suốt một năm, chỉ tiệc tùng và uống rượu. Cuối cùng, thủy thủ của Odysseus đã thuyết phục ông trở về Ithaca.
Được chỉ dẫn bởi Circe, Odysseus cùng thủy thủ đoàn đã vượt đại dương và đi tới một bến cảng nằm ở rìa phía tây của địa cầu, nơi Odysseus hiến tế cho những người chết và triệu hồi linh hồn của nhà tiên tri cũ là Tiresias để xin lời khuyên. Sau đó Odysseus gặp lại linh hồn của mẹ mình, người đã mất vì đau buồn trong suốt thời gian ông vắng bóng khỏi quê nhà. Nhờ có bà, ông lần đầu tiên biết được thông tin quê hương mình hiện tại đang bị đe dọa bởi lòng tham của những kẻ cầu hôn Penelope. Odysseus cũng được nói chuyện với những chiến binh của mình đã ngã xuống trong cuộc chiến và sắc thái phàm trần của dũng sĩ Hercules.

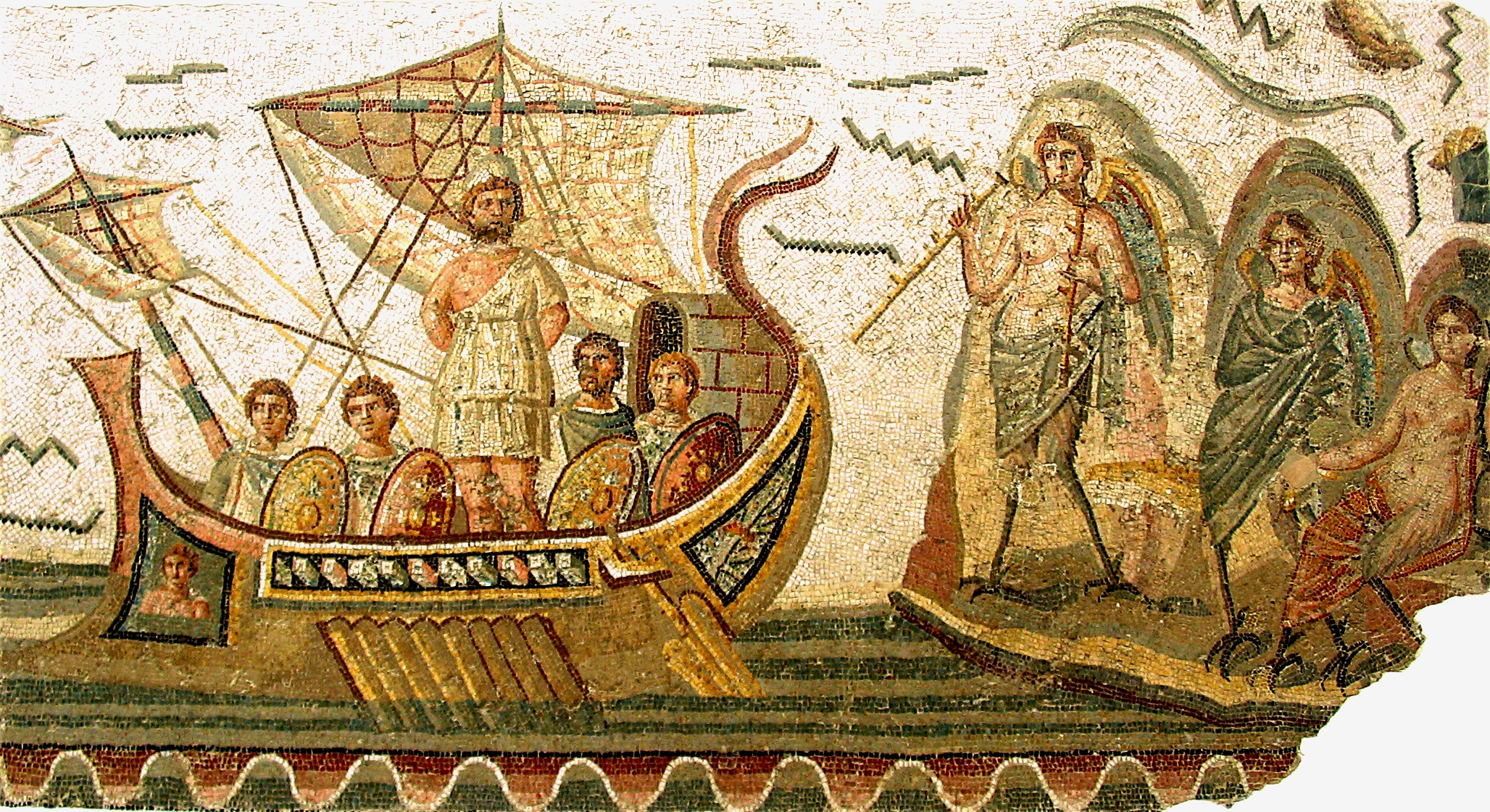
Odysseus và các Siren, tranh khảm ngọc Ulixes tại Bảo tàng quốc gia Bardo ở Tunis, Tunisia, thế kỷ thứ 2 sau Công nguyên

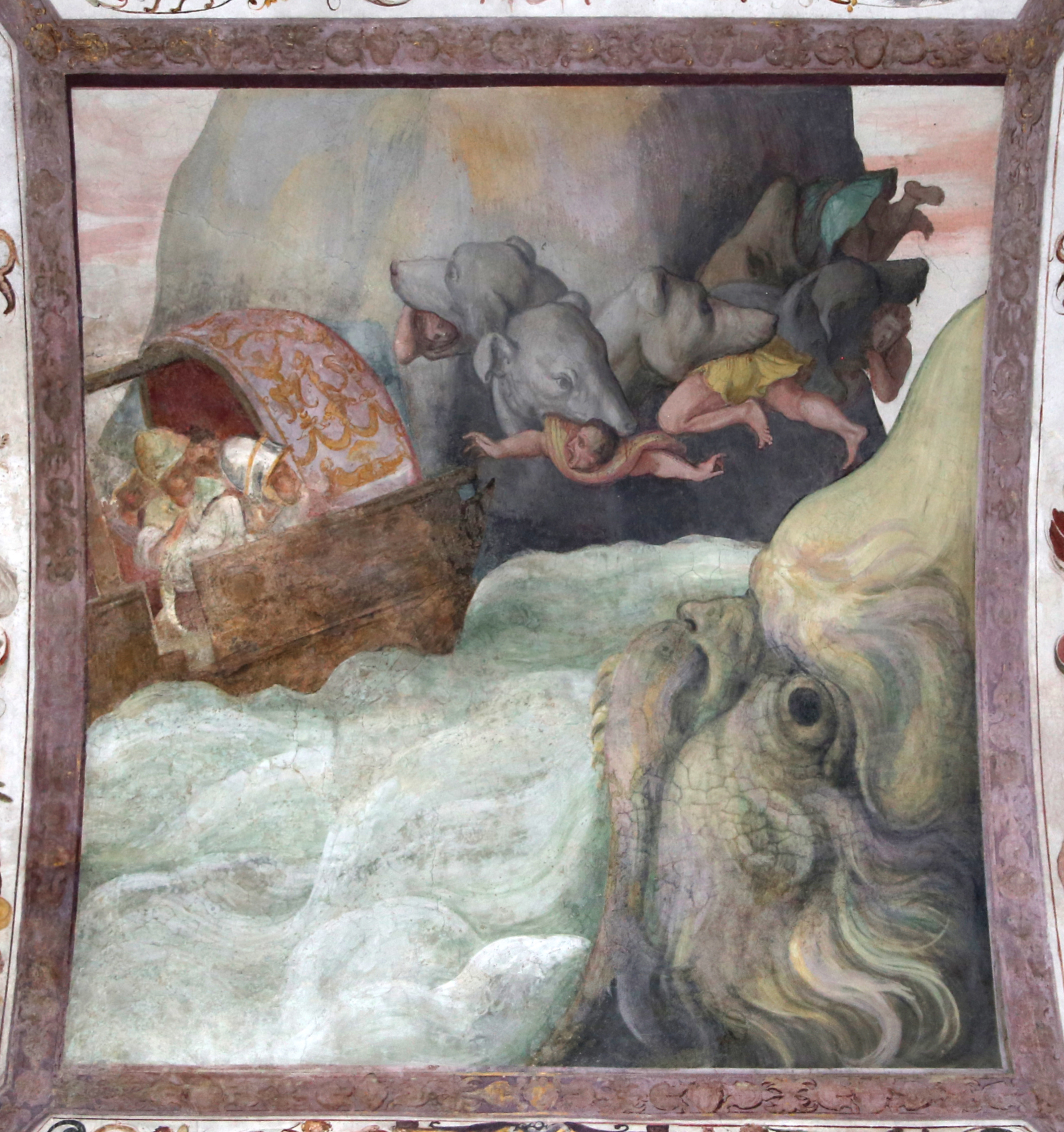
Chiếc thuyền của Odysseus vượt qua con quái vật sáu đầu Scylla và xoáy nước Charybdis, trong một bức bích họa của Alessandro Allori (1535–1607)

Odysseus và đoàn thủy thủ quay trở lại hòn đảo của Circe, tại đây cô ta đã đưa ra lời khuyên cho hành trình tiếp theo của ông. Họ đi qua vùng đất của các tiên cá, vượt qua con quái vật sáu đầu Scylla và xoáy nước Charybdis, nơi mà họ phải chèo thuyền đi qua chính giữa cả hai. Tuy nhiên, Scylla vẫn kéo được chiếc thuyền về phía mình bằng cách nắm lấy mái chèo và ăn thịt sáu người trong đoàn.
Cả đoàn đi tới hòn đảo xứ Thrinacia. Tại đây, các thủy thủ của Odysseus phớt lờ lời cảnh báo của Tiresias và Circe khi đã săn và giết chết đàn gia súc thiêng liêng của thần mặt trời Helios. Helios nói với Zeus về điều đã xảy ra và yêu cầu những thủy thủ của Odysseus phải bị trừng phạt hoặc là ông sẽ mang mặt trời đi và chiếu sáng nó ở dưới Địa ngục. Zeus đáp ứng yêu cầu của Helios bằng cách gây ra một vụ đắm tàu trong một trận giông tố khiến cho tất cả đoàn thủy thủ chết đuối ngoại trừ Odysseus. Ông lên được bờ tại hòn đảo Ogygia, nơi Calypso đã ép buộc ông phải trở thành tình nhân của cô ta trong suốt bảy năm trời. Ông cuối cùng cũng có thể thoát được sau khi Hermes yêu cầu Calypso giải thoát cho Odysseus.

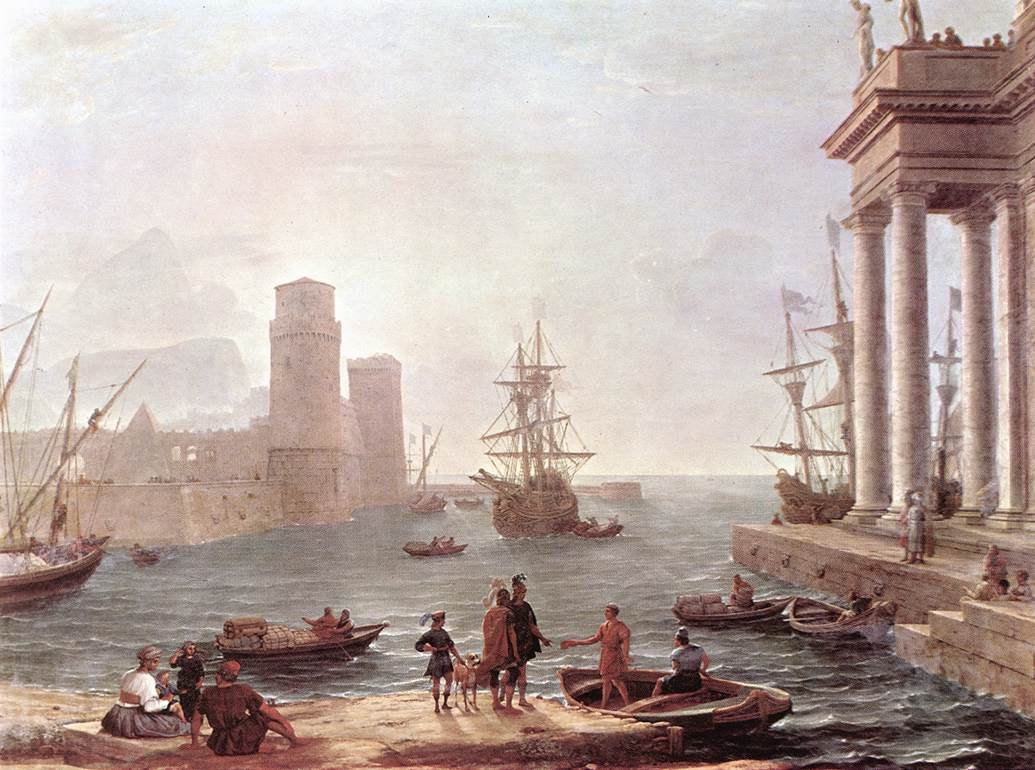
Odysseus khởi hành từ vùng đất của Người Phaeacias, tranh của Claude Lorrain (1646)

Odysseus tiếp tục bị đắm tàu và lần này ông kết bạn được với những người Phaeacia. Sau khi kể lại câu chuyện của mình, những người Phaeacia, dẫn dầu bởi vua Alcinous, đồng ý giúp đỡ để đưa Odysseus trở về nhà. Họ đưa ông đi vào ban đêm, tới một bến cảng kín đáo ở Ithaca. Odysseus tìm được đường để đi tới túp lều của một nô lệ cũ, người chăn cừu Eumaeus, sau đó ông tái ngộ với Telemachus, người trở về từ Sparta. Athena giúp Odysseus cải trang thành một người hành khất lang thang để ông biết được những gì đang diễn ra tại quê nhà của mình.

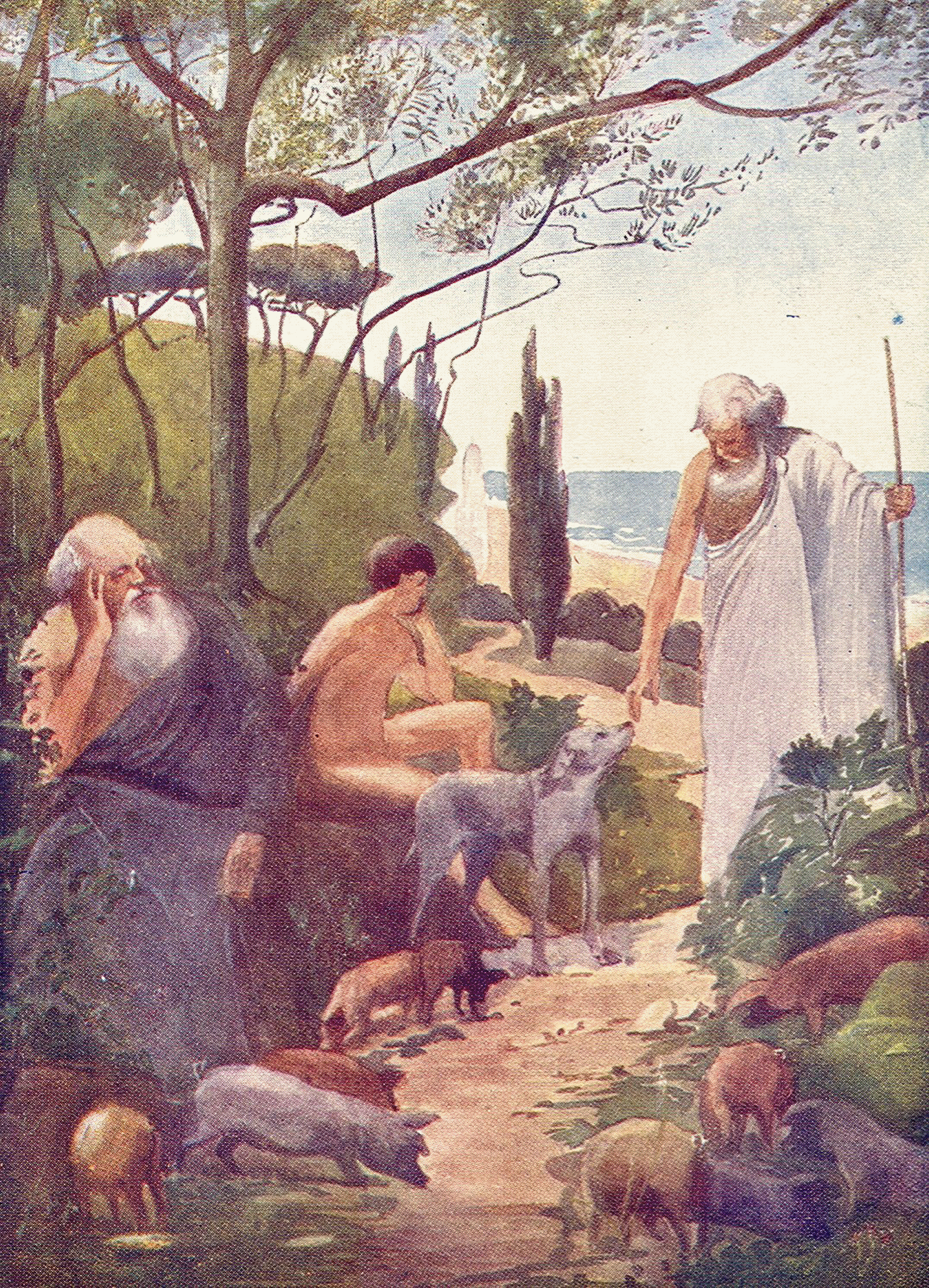
Sự trở về của Ulysses, vẽ bởi E. M. Synge trong series sách trẻ em Story of the World năm 1909 (Cuốn sách 1: Trên bờ Biển Lớn)

Khi Odysseus trở về sau 20 năm dưới một nhân dạng mới, ông chỉ được nhận ra bởi duy nhất chú chó trung thành Argos. Penelope nói với Odysseus lúc này đang cải trang rằng chỉ ai có thể giương chiếc cung của Odysseus và bắn một mũi tên xuyên qua mười hai cán rìu thì bà mới nhận lời cầu hôn của người đó. Theo Bernard Knox, "Trong cốt truyện của Odyssey, rõ ràng, quyết định của bà ta là một bước ngoặt, một động thái giúp mang tới vinh quang đã được dự đoán từ lâu cho người anh hùng trở về". Nhân dạng của Odysseus sau đó được phát hiện ra bởi người quản gia Eurycleia, khi bà đang lau chân cho ông và nhận ra vết sẹo cũ của Odysseus trong một lần săn lợn rừng. Odysseus yêu cầu bà giữ bí mật và dọa sẽ giết chết bà nếu nói ra cho bất kỳ ai.
Khi cuộc thi được bắt đầu, không có bất kỳ ai trong số những kẻ cầu hôn đủ khả năng giương chiếc cung. Khi những kẻ cầu hôn đều đã bỏ cuộc, Odysseus trong bộ dạng người hành khất đề nghị được tham gia. Dù rằng ban đầu tất cả đều từ chối, Penelope đã can thiệp và cho phép "gã người lạ" (Odysseus cải trang) được thi đấu. Odysseus dễ dàng giương cây cung của mình và giành chiến thắng tuyệt đối. Sau đó, ông giết chết toàn bộ những kẻ cầu hôn (bắt đầu với Antinous, kẻ mà Odysseus thấy đang uống chiếc cốc của mình) với sự trợ giúp của Telemachus và hai người hầu, người chăn cừu Eumaeus và người chăn bò Philoetius. Những người hầu gái từng lên giường với bọn cầu hôn bị Odysseus bắt phải dọn dẹp toàn bộ các xác chết, sau đó họ bị treo cổ trong nỗi kinh hoàng. Odysseus nói với Telemachus rằng ông sẽ bổ sung nguồn lương thực dự trữ cho quốc gia của mình bằng cách cướp phá những hòn đảo xung quanh. Odysseus lúc này đã trở lại với nhân dạng ban đầu của mình trong vinh quang (với một chút sự giúp đỡ từ Athena); tuy nhiên Penelope vẫn chưa thể tin được rằng người chồng của mình đã trở về - bà sợ rằng đây có thể là một vị thần đang cải trang, như trong câu truyện về Alcmene (mẹ của Heracles). Bà đã thử thách ông bằng cách ra lệnh cho người hầu là Euryclea dịch chuyển chiếc giường trong căn phòng thành hôn của cả hai vợ chồng. Odysseus ngay lập tức bảo rằng điều này là không thể bởi đây là chiếc giường ông đã tự tay làm ra và một trong những chiếc chân giường đang được gắn chặt với một cây oliu. Penelope cuối cùng cũng tin tưởng rằng đây đích thực là người chồng của mình, một khoảnh khắc làm nổi bật lên sự tâm đầu ý hợp (homophrosýnē) giữa cả hai người.
Ngày hôm sau Odysseus và Telemachus đi thăm trang trại của người cha già Laërtes. Một số người dân của Ithaca đã bám theo Odysseus trên đường đi với ý định trả thù vì đã giết những người con của mình là những kẻ cầu hôn. Nữ thần Athena đã phải can thiệp và thuyết phục cả hai bên làm hòa với nhau.